# Jodoigne
Jodoigne (in vallone Djodogne, in olandese Geldenaken, in italiano storico Geldonia) è un comune belga di 12 644 abitanti, situato nella provincia vallona del Brabante Vallone.